# 森安洋文
森安 洋文（もりやす ひろふみ、1985年4月23日 - ）は、東京都出身の元プロサッカー選手。ポジションはディフェンダー, ミッドフィールダー。

## 来歴

### 生い立ち
香川県高松市に生まれる。1歳の時に父親の転勤でアメリカへ渡り、5歳の時に3歳年上の兄 を追ってサッカーを始める。小学1年生で一旦日本に戻り、地元のクラブでサッカーを本格的にやり始める。小学4年生の時に再びアメリカに渡り、中学2年生まで過ごす。中学時代はテキサス州にあるダラス・テキサンスSCに所属していた。
高校時代は清水エスパルスユースに所属し、2年生からは右サイドバックのレギュラーとして活躍。3年生の時には国体の静岡県選抜にも選出されるも、トップチーム昇格はかなわなかった。
ユース時代の同期には山本海人、阿部文一朗らがいた。

### クラブ

#### JAPANサッカーカレッジ・三菱水島FC
高校卒業後の2004年、北信越1部リーグ・JAPANサッカーカレッジに入校、ここで5年間プレーし技術を磨いた。
修了後の2009年、JFL・三菱自動車水島FCに加入。しかしチームが不況の影響を受けて2009年限りでJFL脱退を決定したことで退団を決める。その後同じJFLのFC町田ゼルビアのセレクションを受けるも不合格。
一時は引退を考えて指導者への転身を視野に入れ、清水エスパルスのキッズスクールで2週間研修を受けたが、「このまま引退したら後悔しか残らない」、「まだサッカーがしたい」 と現役への思いを再認識し、2010年2月、海外挑戦を決意。

#### APIAライカート・タイガーズFC
3月、ワーキング・ホリデー・ビザを取得してオーストラリアのシドニーへ単身で渡った。少年時代の10年間をアメリカで過ごしていたため、英語は話すことができた。初めにセミプロリーグのNSWプレミアリーグ・ボニーリグ・ホワイトイーグルズFCの練習に参加。しかし2週間経っても連絡はなく、次に同じくNSWプレミアリーグのAPIAライカート・タイガーズFCの練習に参加し、4月に入団が決まった。主にボランチとしてプレーし、リーグ下位に沈んでいたチームの引き上げに貢献した。Aリーグ・シドニーFCのスタッフの目に留まり、6月からトライアルに参加。

#### シドニーFC
7月、6週間に及ぶトライアルの末に1年契約を勝ち取り、クラブ史上2人目の日本人選手となる（1人目は現・横浜FCの三浦知良）。シドニーFCでのトライアル中、オーストラリア遠征中のイングランド・プレミアリーグのエヴァートンFCとの親善試合があり、森安もベンチ入りする。ゲストとして出場していた元トリニダード・トバゴ代表のドワイト・ヨークと交代し出場、大舞台を経験する。
シドニーFC入団後の2010-11シーズン、第3節・ブリスベン・ロアーFC戦で初出場。その後スタメンで起用され、第23節・ニューカッスル・ユナイテッド・ジェッツFC戦で初得点を記録する。活躍が認められ、10月には2年の契約延長を締結した。2011年5月、東日本大震災の影響で延期となったACLグループステージ第2節の鹿島アントラーズ戦、途中出場で国立のピッチに立ち、日本に凱旋を果たした。
2012年4月、シーズンオフを利用してAPIAライカート・タイガーズFCに4試合限定の期限付き移籍で復帰。チームは開幕から3連敗だったが、森安の移籍期間中は2勝2引き分けと成績は上向いた。
2011-12シーズンは出場機会が減少し、コンスタントにプレーできる環境を求めて8月に1年間残った契約を解消した。また9月に元イタリア代表のアレッサンドロ・デル・ピエロが加入した影響で、チームの外国人枠からも漏れていた。

#### FC岐阜
9月6日からFC岐阜の練習に参加。9月14日、加入が発表された。監督の行徳浩二は、清水エスパルスユース時代にも指導を受けていた。10月21日の第39節・京都サンガF.C.戦、途中交代でJリーグ初出場した。2013年は主にボランチとして服部年宏とコンビを組み、29試合に出場した。
2014年11月27日、FC岐阜公式サイトより、2014年シーズンをもっての契約満了と発表された。

## 所属クラブ
ユース経歴
- ダラス・テキサンスSC
- 2001年 - 2003年  清水エスパルスユース (静岡サレジオ高等学校)

アマ・プロ経歴
- 2004年 - 2008年  JAPANサッカーカレッジ
- 2009年  三菱自動車水島FC
- 2010年.4月 - 2010年.7月  APIAライカート・タイガーズFC
- 2010年.7月 - 2012年.8月  シドニーFC
  - 2012年.4月 - 2012年.5月  APIAライカート・タイガーズFC (期限付き移籍)
- 2012年.9月 - 2014年  FC岐阜

## 個人成績
| 国内大会個人成績 | 国内大会個人成績 | 国内大会個人成績 | 国内大会個人成績 | 国内大会個人成績 | 国内大会個人成績 | 国内大会個人成績 | 国内大会個人成績 | 国内大会個人成績 | 国内大会個人成績 | 国内大会個人成績 | 国内大会個人成績 |
| 年度             | クラブ           | 背番号           | リーグ           | リーグ戦         | リーグ戦         | リーグ杯         | リーグ杯         | オープン杯       | オープン杯       | 期間通算         | 期間通算         |
| 年度             | クラブ           | 背番号           | リーグ           | 出場             | 得点             | 出場             | 得点             | 出場             | 得点             | 出場             | 得点             |
| 日本             | 日本             | 日本             | 日本             | リーグ戦         | リーグ戦         | リーグ杯         | リーグ杯         | 天皇杯           | 天皇杯           | 期間通算         | 期間通算         |
| ---------------- | ---------------- | ---------------- | ---------------- | ---------------- | ---------------- | ---------------- | ---------------- | ---------------- | ---------------- | ---------------- | ---------------- |
| 2004             | JSC              |                  | 北信越1部        |                  |                  | -                | -                |                  |                  |                  |                  |
| 2005             | JSC              | 18               | 北信越1部        |                  |                  | -                | -                | 0                | 0                |                  |                  |
| 2006             | JSC              | 15               | 北信越1部        | 13               | 2                | -                | -                | 1                | 0                | 14               | 2                |
| 2007             | JSC              | 3                | 北信越1部        | 13               | 4                | -                | -                | 2                | 0                | 15               | 4                |
| 2008             | JSC              | 5                | 北信越1部        | 13               | 4                | -                | -                | -                | -                | 13               | 4                |
| 2009             | 三菱水島         | 34               | JFL              | 30               | 0                | -                | -                | 1                | 0                | 31               | 0                |
| オーストラリア   | オーストラリア   | オーストラリア   | オーストラリア   | リーグ戦         | リーグ戦         | リーグ杯         | リーグ杯         | FFA杯            | FFA杯            | 期間通算         | 期間通算         |
| 2010             | APIAライカート   |                  | NSWプレミア      | 18               | 5                | -                | -                | -                | -                | 18               | 5                |
| 2010-11          | シドニー         | 6                | Aリーグ          | 28               | 1                | -                | -                | -                | -                | 28               | 1                |
| 2011-12          | シドニー         | 6                | Aリーグ          | 8                | 1                | -                | -                | -                | -                | 8                | 1                |
| 2012             | APIAライカート   |                  | NSWプレミア      | 4                | 1                | -                | -                | -                | -                | 4                | 1                |
| 日本             | 日本             | 日本             | 日本             | リーグ戦         | リーグ戦         | リーグ杯         | リーグ杯         | 天皇杯           | 天皇杯           | 期間通算         | 期間通算         |
| 2012             | 岐阜             | 36               | J2               | 3                | 0                | -                | -                | -                | -                | 3                | 0                |
| 2013             | 岐阜             | 23               | J2               | 29               | 1                | -                | -                | 1                | 0                | 30               | 1                |
| 2014             | 岐阜             | 23               | J2               | 3                | 0                | -                | -                | 1                | 0                | 4                | 0                |
| 通算             | 日本             | 日本             | J2               | 35               | 1                | -                | -                | 2                | 0                | 37               | 1                |
| 通算             | 日本             | 日本             | JFL              | 30               | 0                | -                | -                | 1                | 0                | 31               | 0                |
| 通算             | 日本             | 日本             | 北信越1部        |                  |                  | -                | -                |                  |                  |                  |                  |
| 通算             | オーストラリア   | オーストラリア   | Aリーグ          | 36               | 2                | -                | -                | -                | -                | 36               | 2                |
| 通算             | オーストラリア   | オーストラリア   | NSWプレミア      | 22               | 6                | -                | -                | -                | -                | 22               | 6                |
| 総通算           | 総通算           | 総通算           | 総通算           |                  |                  | -                | -                |                  |                  |                  |                  |

| 国際大会個人成績 | 国際大会個人成績 | 国際大会個人成績 | 国際大会個人成績 | 国際大会個人成績 |
| 年度             | クラブ           | 背番号           | 出場             | 得点             |
| AFC              | AFC              | AFC              | AFC CL           | AFC CL           |
| ---------------- | ---------------- | ---------------- | ---------------- | ---------------- |
| 2011             | シドニー         | 6                | 6                | 0                |
| 通算             | AFC              | AFC              | 6                | 0                |

- Aリーグ初出場 - 2010年8月21日 第3節 対ブリスベン・ロアーFC (サンコープ・スタジアム)
- Aリーグ初得点 - 2011年1月3日 第21節 対ニューカッスル・ユナイテッド・ジェッツFC (ハンター・スタジアム)
- Jリーグ初出場 - 2012年10月21日 J2第39節 対京都サンガF.C. (京都市西京極総合運動公園陸上競技場兼球技場)
- Jリーグ初得点 - 2013年7月14日 J2第24節 対ロアッソ熊本 (うまかな・よかなスタジアム)